# Góry Towarne
Góry Towarne – dwuszczytowe wzgórze położone w pobliżu wsi Kusięta (gmina Olsztyn) na Jurze Krakowsko-Częstochowskiej. Zwane są też Towarowymi Górami. Są to: Góry Towarne Duże i Góry Towarne Małe.
Obydwa wzniesienia mają status  użytku ekologicznego, ponadto znajdują się na specjalnym obszarze ochrony siedlisk Natura 2000 o nazwie Ostoja Olsztyńsko-Mirowska. Znajdują się w nich jaskinie, które stanowią atrakcję dla speleologów. Największa z nich Jaskinia Towarna, zwana też Niedźwiedzią, ma długość 170 m. W okresie międzywojennym znaleziono w niej kości niedźwiedzia jaskiniowego oraz ślady bytowania ludzi pierwotnych. 
Na obydwu wzniesieniach Gór Towarnych znajdują się skały będące obiektem wspinaczki skalnej. Na Towarnych Dużych są to Grota i Płyta, na Towarnych Małych Bałwanek, Kogutek i Przekładaniec. Jest też kilka jaskiń i schronisk: Jaskinia Cabanowa, Jaskinia Kopana, Schronisko w Górze Towarnej Dużej, Schronisko w Górze Towarnej Małej i System Jaskiń Towarnich (powstał w wyniku połączenia jaskini Niedźwiedziej z Dzwonnicą).

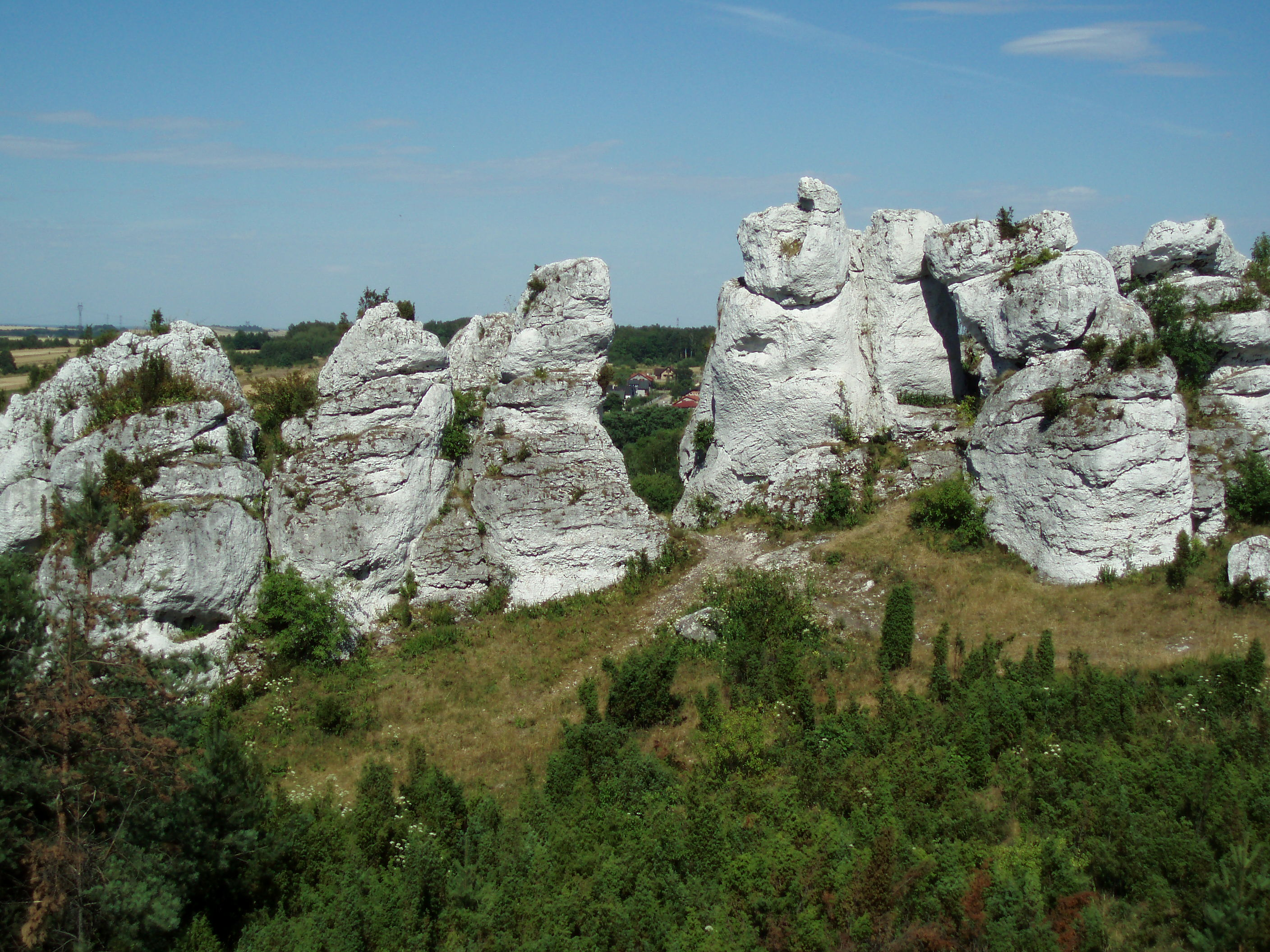
Góry Towarne Małe
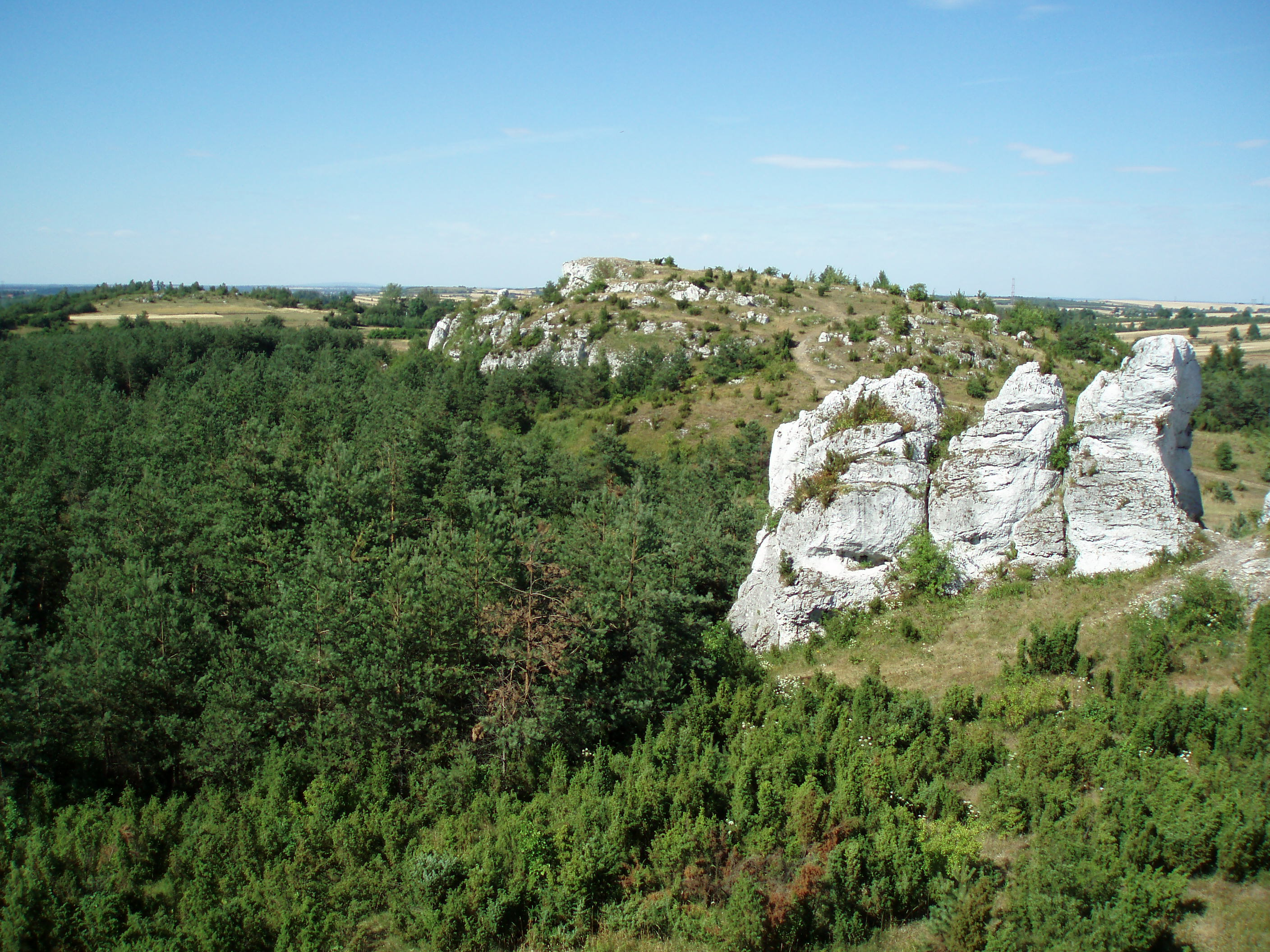
Widok w kierunku północnym
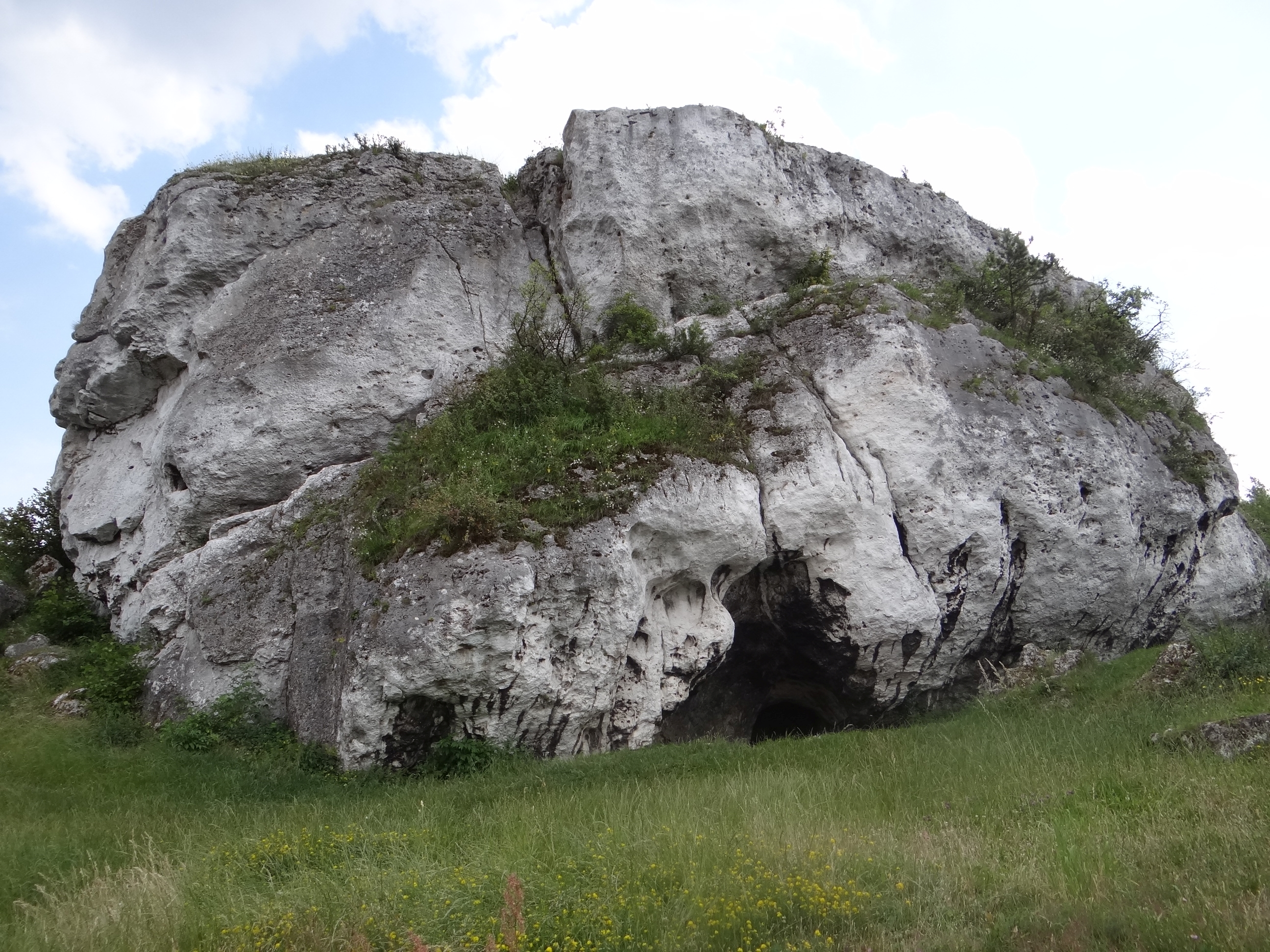
Skała Grota z Jaskinią Towarną
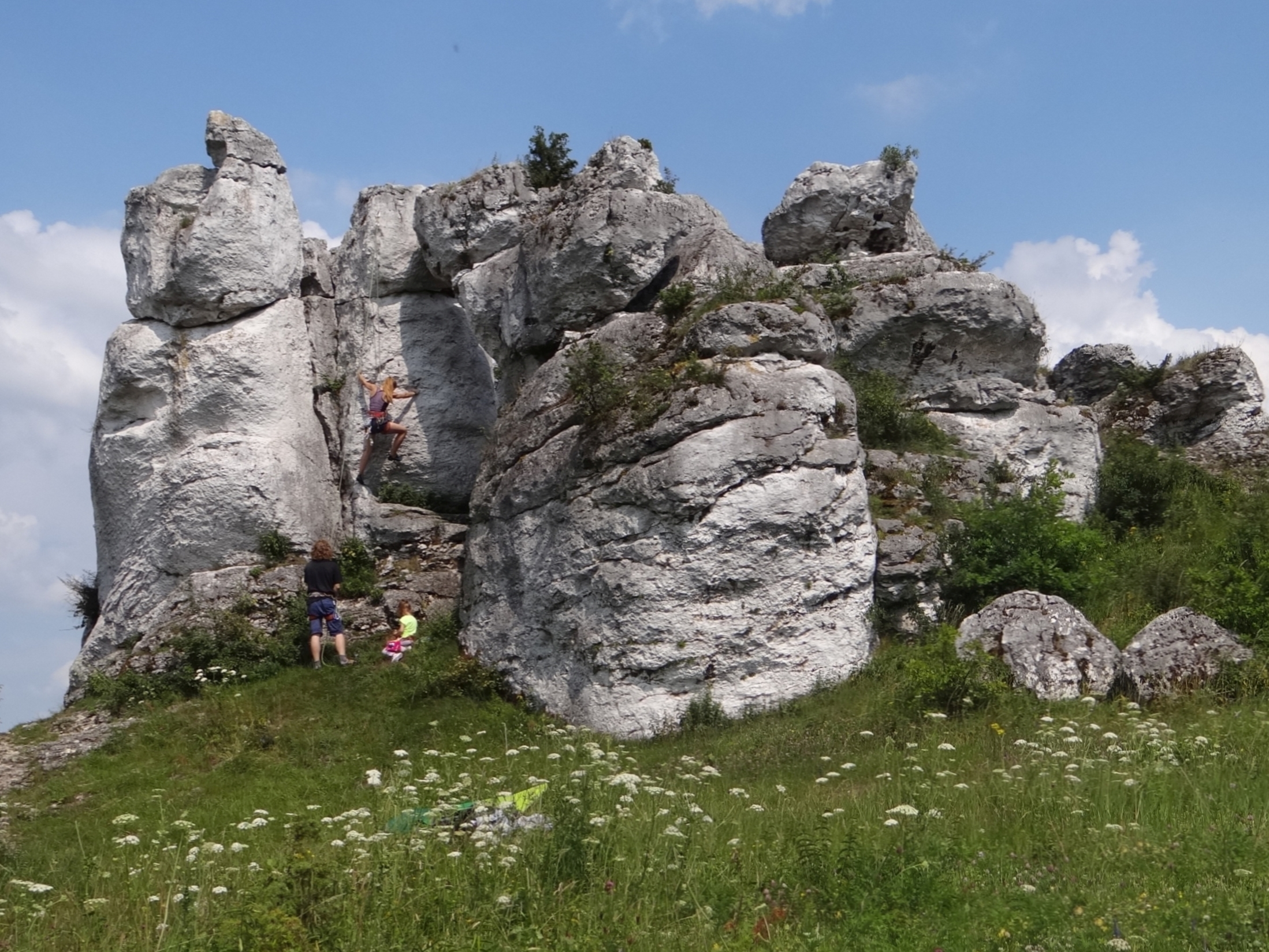
Wspinaczka na Bałwanku
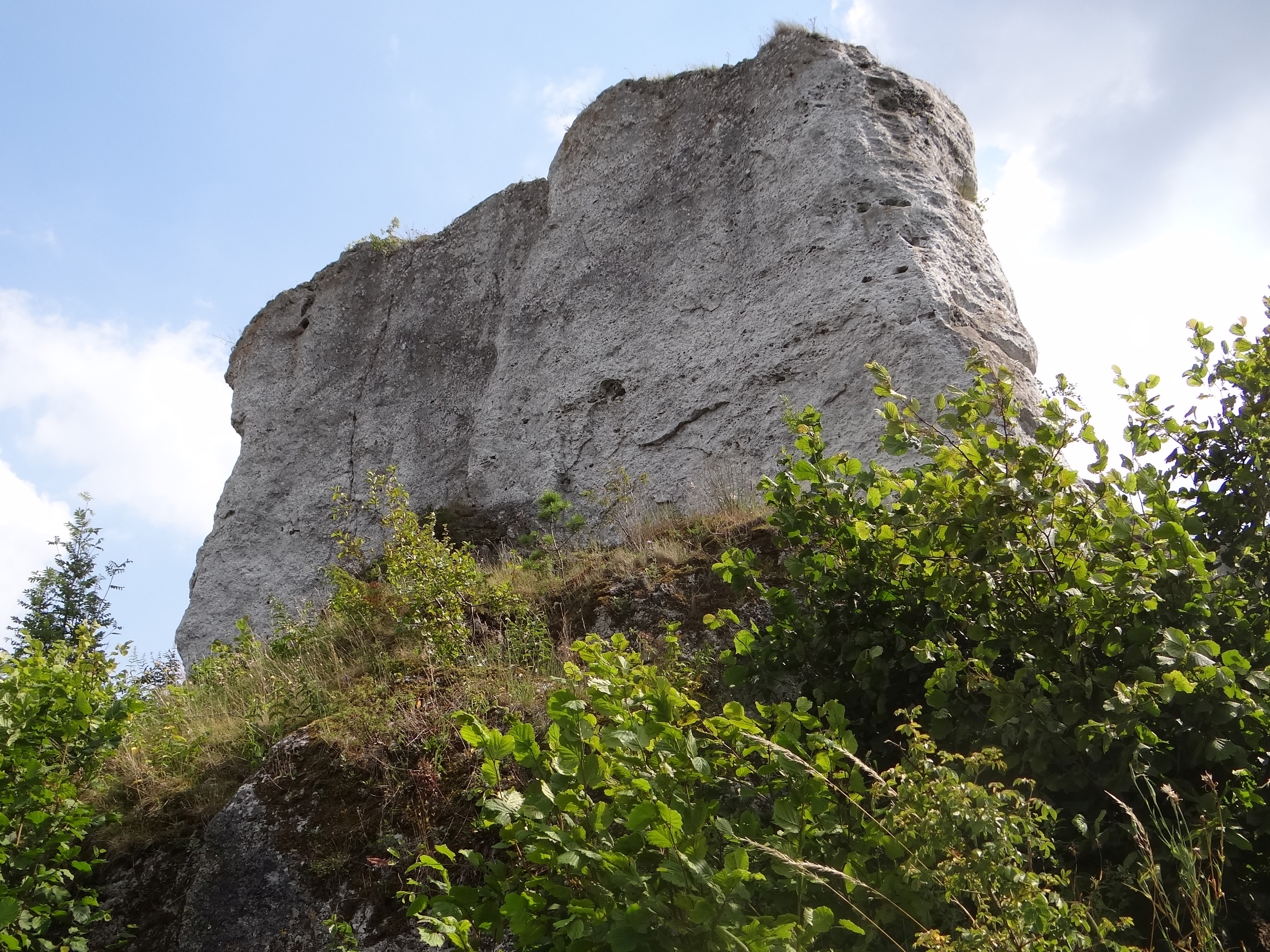
Płyta
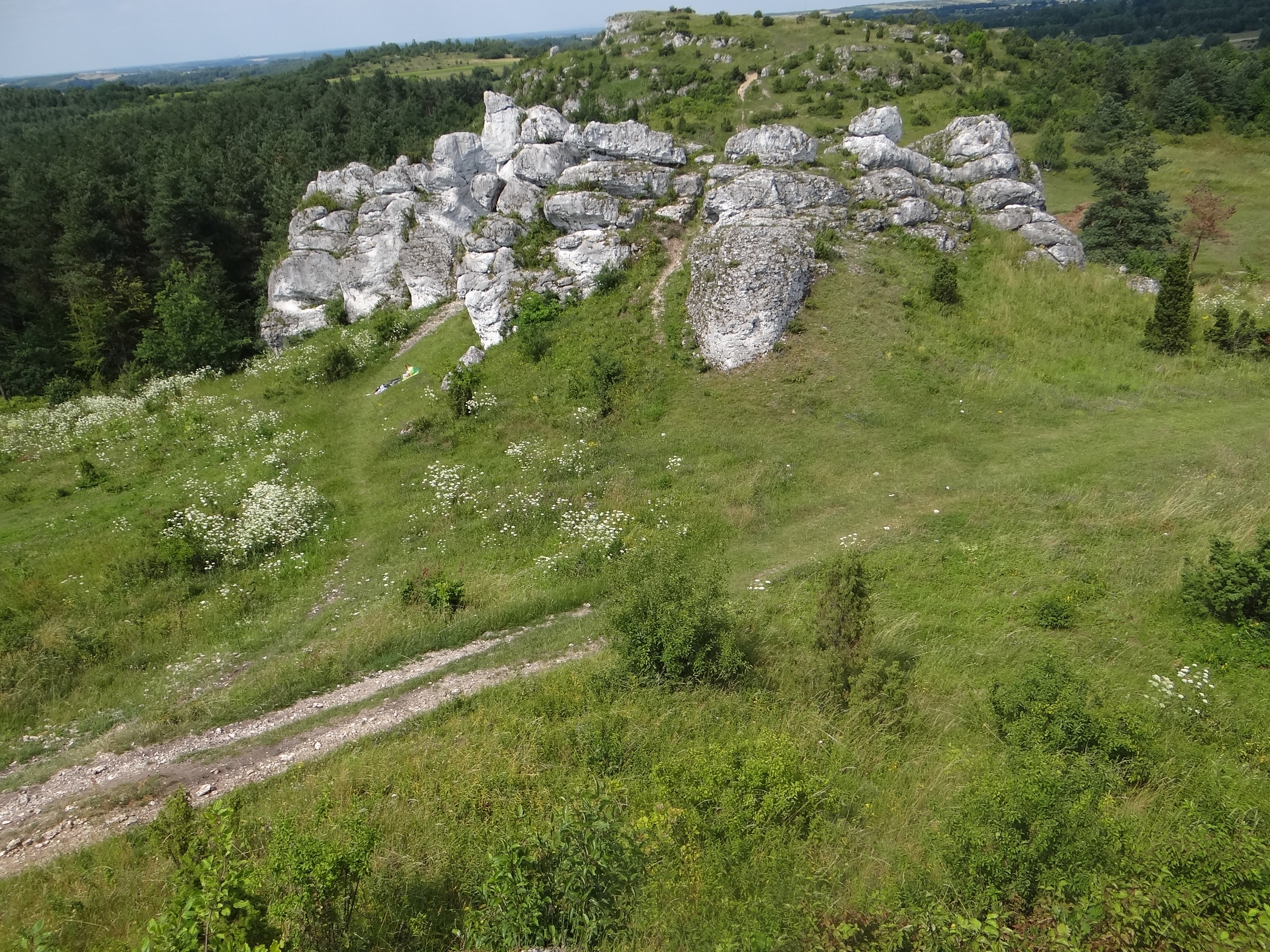
Góry Towarne Duże